# Цанко Мондешки
Цанко Лалев Мондешки е български лекар, общественик и краевед, почетен гражданин на град Троян. Негов сродник е проф. д-р Минко Мондешки, основател и ръководител на катедра „Фтизиология“, а по-късно – ръководител на Клиниката по фтизиология към Медицинския университет в София.

## Биография
Цанко Мондешки е роден в Троян на 29 октомври 1907 г. Завършва средно образование в Ловеч. Там става свидетел на трагичната смърт на семейството на д-р Пею Бешев, чийто дом е подпален през 1926 г. Средношколецът Цанко Мондешки е единственият, който се престрашава да се намеси, като с помощта на стълба се прехвърля през прозореца на втория етаж на горящата къща и успява да измъкне жива своята съученичка Татяна, дъщеря на д-р Бешев. През 1929 г. става студент в Политехническия университет в Будапеща, като за целта успява да получи препоръки от проф. Геза Фехер, известен унгарски археолог.
След дипломирането си се завръща в България и две години е селски лекар в Ореховица (Плевенско) и Ново село (Троянско). От 1937 г. е градски лекар в Троян. Завършва специализация по пневмология и фтизиатрия към Медицински университет, София. По време на Втората световна война е мобилизиран като военно-полеви лекар. Във втората ѝ фаза успява да стигне до Унгария, където спасява свой преподавател професор от разстрел. От 1961 г. Мондешки става главен лекар на Държавния санаториум за гръдоболни в Троян – първият санаториум на Балканите, създаден през 1905 г. Занимава се с лечение на туберкулозата в продължение на над 50 години, като провежда редица изследвания и новаторски решения в болничната практика.
Цанко Мондешки се интересува трайно и продължително от историята на рода си, на града, на санаториалното дело и здравеопазването. Своите издирвания е публикувал в издания като „Пантеон за Троян и троянци“, „75 години Държавен тубсанаториум - пневмологична болница Троян 1905-1980“, „100 години здравеопазване в Троян и общината, 1888-1988 г.“ Автор е на редица статии из периодичния печат.